# 2190 Coubertin
2190 Coubertin este un asteroid din centura principală, descoperit pe 2 aprilie 1976 de Nikolai Cernîh.